# مسييه 38

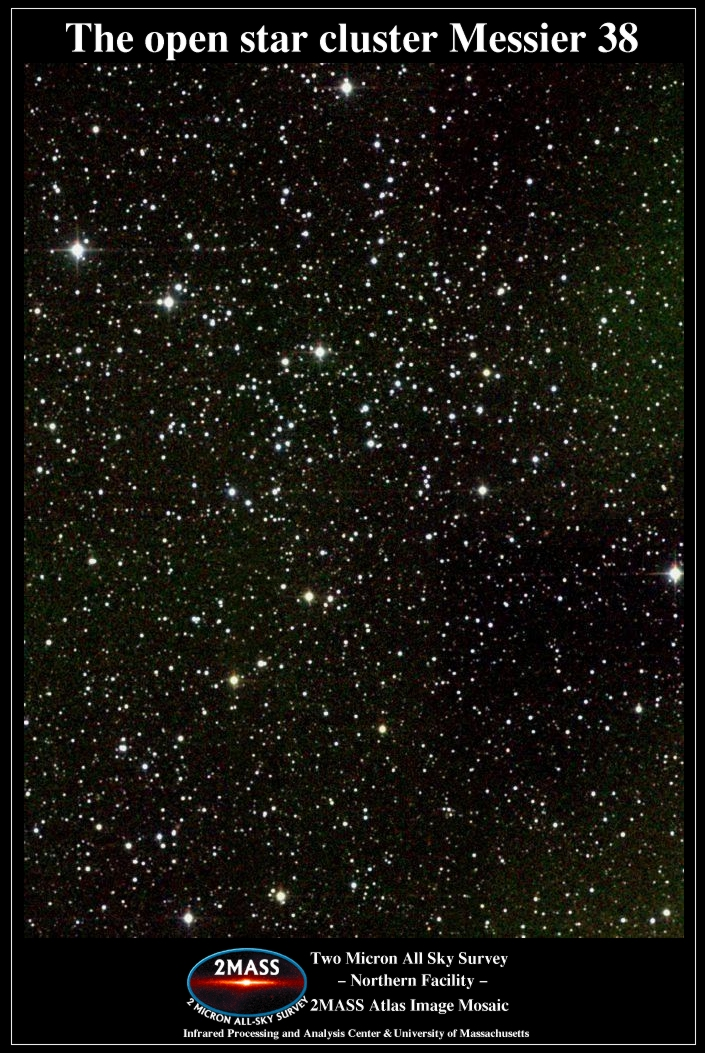

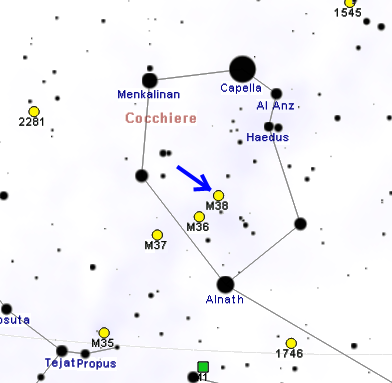

مسييه 38 أو م38 (بالإنجليزية: Messier 38 أوM38 أو NGC 1912) هو تجمع نجمي مفتوح يوجد في كوكبة ممسك الأعنة. اكتشفه جيوفاني هوديرنا قبل عام 1654. كما اكتشف هوديرنا التجمعين مسييه 36 ومسييه 37 وتبعد الثلاثة تجمعات عن الأرض نحو 3,420 سنة ضوئية (بالمقارنة: يبلغ قطر مجرة درب التبانة نحو 150.000 سنة ضوئية).

## اقرأ أيضا
- نجم
- مجرة
- قزم أبيض
- عملاق أحمر
- الانفجار العظيم
- نجم نيوتروني
- ثقب أسود
- خط زمني للانفجار العظيم

## وصلات خارجية
- موقع الكون